# قطعنامه ۱۳۱۵ شورای امنیت
قطعنامه ۱۳۱۵ شورای امنیت سازمان ملل متحد که در تاریخ ۱۴ اوت ۲۰۰۰ تصویب شد، سندی بین‌المللی دربارهٔ بررسی وضعیت در سیرالئون است. این قطعنامه طی نشست ۴۱۸۶ام با ۱۵ رای موافق، ۰ مخالف و ۰ ممتنع تصویب شد.